# 김동권 (축구 선수)
김동권(한국 한자: 金東權, 1992년 4월 4일 ~ )은 대한민국의 축구 선수이다. 포지션은 수비수이다.

## 클럽 경력
2011 K리그를 앞두고 열린 드래프트에서 포항 스틸러스에 번외 지명되었다.
2012년 FC 기후에 입단하였으나 주전 경쟁을 이기지 못하고 그 해 여름 이적시장에 간사이 지역리그 FC 오사카로 임대 이적하였다.
2013년 프로 무대에 입성한 충주 험멜에 입단하였다.
2014년 내셔널리그의 울산 현대미포조선으로 이적하였고, 2015년에는 목포시청 축구단으로 이적하였다.
2017년 김해시청을 거쳐, 2018년 경주 한국수력원자력에 입단하였다.
2020시즌을 앞두고 K리그2의 서울 이랜드 FC에 입단했다.
2022시즌을 앞두고 김해시청 축구단에 입단했다.